# 于克斯海姆
于克斯海姆是德国莱茵兰-普法尔茨州的一个市镇。总面积30.98平方公里，总人口1356人，其中男性695人，女性661人（2011年12月31日），人口密度44人/平方公里。